# パネンカ (ペナルティーキック)

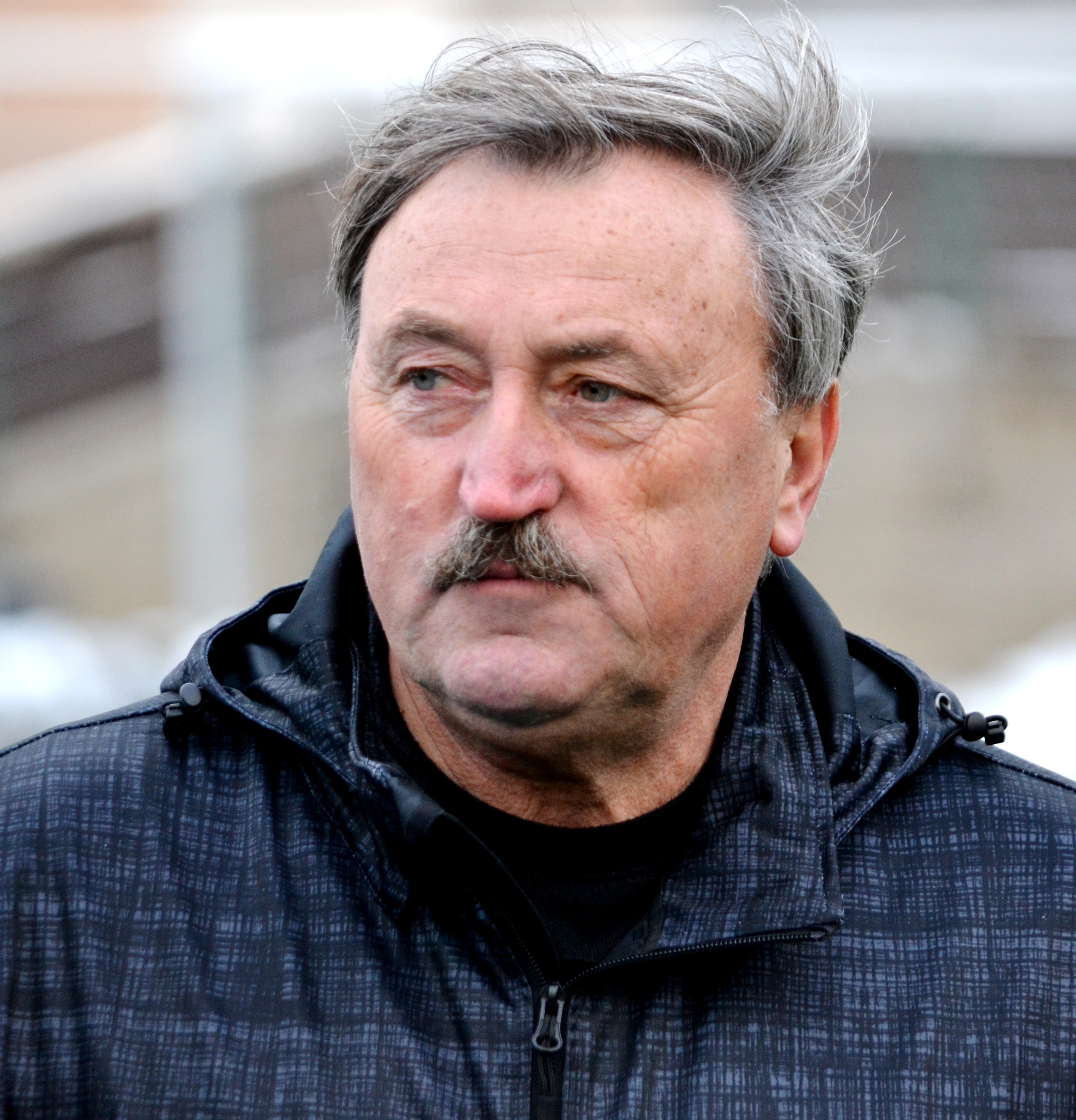
由来となったアントニーン・パネンカ（2013年）

パネンカ（Panenka）は、サッカーのペナルティーキックにおけるテクニックの一つである。

## 概要
通常、PKも他のシュートと同じように、なるべく強いキックでゴールの隅を狙って蹴るのが一般的であるが、それに対しパネンカは、ゴールの中心に向かってチップキックと同じ要領で柔らかく蹴り、通常のシュートを予想したGKが左右のいずれか飛んだことで空いた中央にゴールするキーパーを欺くシュート方法である。
UEFA欧州選手権1976決勝で、チェコスロバキア代表のアントニーン・パネンカがドイツ代表のゼップ・マイヤーにチップキックでPKを決めチェコスロバキア代表を優勝に導いた。この時のテレビ実況は彼が蹴った瞬間にパネンカと叫び、この驚くべきPKが決まったあとパネンカの名を連呼した。このことからチップキックによるPKのことを「パネンカ」と呼び表すようになった。なお、イタリア語圏ではこのシュート方法のことをIl cucchiaio (イル・クッキアイオ, スプーンの意)と呼んでいる。
前述のように、これはGKが横に飛ぶことを成功の前提とするため、GKはこれを読んでしまえば防ぐことは非常に容易となる。
パネンカ以降、パネンカを試みた選手は数が限られている。フランチェスコ・トッティ（UEFA EURO 2000）、ジネディーヌ・ジダン（2006 FIFAワールドカップ・決勝）、セバスティアン・アブレウ（2010 FIFAワールドカップ準々決勝）、アンドレア・ピルロ（UEFA EURO 2012）、アレクシス・サンチェス（コパ・アメリカ2015決勝）、オマル・アブドゥッラフマーン（AFCアジアカップ2015準々決勝）、アクラフ・ハキミ（2022 FIFAワールドカップ決勝トーナメント1回戦）、ダニ・カルバハル（UEFAネーションズリーグ2022-23決勝）などといった面々が大舞台でパネンカを成功させている。